# Worth (Illinois)
Worth é uma aldeia localizada no estado americano de Illinois, no Condado de Cook.

## Demografia
Segundo o censo americano de 2000, a sua população era de 11.047 habitantes.
Em 2006, foi estimada uma população de 10.561, um decréscimo de 486 (-4.4%).

## Geografia
De acordo com o United States Census Bureau tem uma área de 6,3 km², dos quais 6,2 km² cobertos por terra e 0,1 km² cobertos por água.

## Localidades na vizinhança
O diagrama seguinte representa as localidades num raio de 4 km ao redor de Worth.